# Charaxes nairobicus
Charaxes nairobicus är en fjärilsart som beskrevs av Van Son 1953. Charaxes nairobicus ingår i släktet Charaxes och familjen praktfjärilar. Inga underarter finns listade i Catalogue of Life.